# ナンズ・オン・ザ・ラン 走れ!尼さん
ナンズ・オン・ザ・ラン 走れ!尼さん（原題：Nuns on the Run）は、1990年のイギリスのコメディ映画。

## 概要
ひょんなことから修道院に逃げ込むことになった二人の泥棒を描いたコメディ映画。主演は『モンティ・パイソン』のエリック・アイドルなど。
日本語吹替版では、松尾貴史がエリック・アイドルとロビー・コルトレーンを一人二役で吹き替えており、アイドルは標準語、コルトレーンは関西弁で使い分けている。

## あらすじ
犯罪グループから抜けようとして、ボスが奪った香港マフィアの金をかっぱらった泥棒のブライアンとチャーリー。二人が追っ手を逃れるために逃げ込んだのは修道院だった。

## キャスト
- ブライアン：エリック・アイドル（松尾貴史）
- チャーリー：ロビー・コルトレーン（松尾貴史）
- フェイス：カミーユ・コドゥリ（安達忍）
- リズ：ジャネット・サズマン（京田尚子）

吹替版その他声の出演：小室正幸、沼波輝枝、堀之紀、中田和宏、大谷育江、子安武人